# Gallinago magellanica
La agachadiza magallánica, becacina magallánica, becasina patagónica o aguatero sureño (Gallinago magellanica)  es una especie de ave caradriforme de la familia Scolopacidae. Es tratada por algunos autores como la subespecie Gallinago paraguaiae magellanica. Es nativa de la mitad austral del Cono Sur de América del Sur. 

## Taxonomía
Este taxón fue originalmente descrito en el año 1828 por el contralmirante de la Marina Real Británica Phillip Parker King, con el nombre científico de Scolopax magellanicus. El primer ejemplar fue capturado en el estrecho de Magallanes, Chile.
Anteriormente, hacia 1763, ya era conocida por los colonos franceses establecidos en las Islas Malvinas que la consideraban una importante fuente de alimentación, ante la falta de caza mayor en las islas.
Su posición taxonómica es complicada pues para la mayor parte de los autores se la debe tratar sólo como una subespecie de Gallinago paraguaiae, es decir: Gallinago paraguaiae magellanica, para otros sería una subespecie de Gallinago gallinago, es decir: Gallinago gallinago magellanica, mientras que para algunos sería en realidad una buena especie.
Con base en las evidencias presentadas por Miller et al. (2019), principalmente de vocalizaciones, el Comité de Clasificación de Sudamérica (SACC) aprobó la Propuesta N° 843 de separación de la especie.

## Distribución y hábitat
Esta ave limícola vive y se reproduce en vegas, pantanos y otros humedales en el sur de la Argentina y el centro y sur de Chile, en zonas continentales de la Patagonia —en el sector chileno como en el argentino— así como también en los archipiélagos de Tierra del Fuego y de Malvinas. 
En la Argentina se reproduce en las provincias de: Chubut, Mendoza, Neuquén, Río Negro, Santa Cruz y Tierra del Fuego, Antártida e Islas del Atlántico Sur.
En Chile hace lo propio desde la región de Atacama hasta la de Magallanes y de la Antártica Chilena, llegando por el sur hasta el cabo de Hornos.
Al promediar el otoño, migran hacia el norte, pues sus hábitat estivales se congelan, invernando en humedales de las pampas argentinas, del Uruguay y del sur del Brasil. Allí convive en los mismos ambientes y durante todo el invierno con la otra subespecie: Gallinago paraguaiae paraguaiae.  

## Descripción
Mide unos 31 cm de longitud y pesa alrededor de 110 g. Las patas son cortas, de color amarillo-oliváceas. El pico es rectilíneo, de color amarillo verdoso con el extremo oscuro, con una longitud de alrededor de 70 mm. El plumaje dorsal es negruzco salpicado de motas blanco-amarillentas y una “V” blancuzca o ocrácea. Muestra una faja negruzca a lo largo del píleo, otra cruza sobre los ojos, los que por encima y por debajo presentan además líneas blancuzcas. Las alas tienen sobre un fondo de color pardo oscuro, un salpicado de motas y vermiculado castaño amarillento y blanco. El dibujo que presentan en las remeras es más claro que el que exhibe el taxón Gallinago paraguaiae paraguaiae. El pecho presenta tonos de color ante, con estriado claro. Los flancos son barrados; el vientre es blanco. La cola es negra con faja transversal de color canela. 

## Costumbres
Alimentación
Se alimenta de una amplia variedad de invertebrados, insectos, larvas y lombrices, a los que captura gracias a su largo pico. Complementa la dieta con material vegetal. 
Reproducción
En la época de apareamiento, el macho marca un territorio y llama la atención de las hembras ejecutando un vuelo alto en círculos en el que emite con sus alas un sonido característico.  
El nido es una simple depresión bien escondida en el suelo, entre la vegetación. A partir de agosto ovipone allí de 2 o 3 huevos, los que son incubados por ambos progenitores durante 19 días. Los pichones apenas nacen abandonan el nido en busca de comida, pero bajo el atento cuidado de sus padres.